# Peremiłówka
Peremiłówka (ukr. Перемилівка) – wieś na Ukrainie, w obwodzie rówieńskim, w rejonie dubieńskim, w hromadzie Młynów. W 2001 liczyła 234 mieszkańców, spośród których 231 wskazało jako ojczysty język ukraiński, a 3 rosyjski.
W okresie międzywojennym wieś znajdowała się w granicach II RP, wchodząc w skład gminy Malin w powiecie dubieńskim, w województwie wołyńskim.